# Cyanea capillata
La medusa melena de león ártica o medusa melena de león gigante (Cyanea capillata) es una especie de cnidario escifozoo de la familia Cyaneidae. Es la medusa más grande que existe. No se reconocen subespecies.

## Descripción
El ejemplar más largo conocido de esta especie de medusa tenía una umbrela (cuerpo) de un diámetro de 3,7 m y tentáculos que alcanzaban los 37 metros de longitud, y fue hallado varado en las costas de Massachusetts en 1837.[cita requerida]

## Distribución y hábitat
Su distribución es circumpolar: se encuentra en el océano Ártico y en el Atlántico norte, desde el Mar de Noruega hasta el golfo de Vizcaya, siendo una especie común en la Europa septentrional. También habita en las costas atlánticas de Norteamérica, desde Canadá hasta Florida.
Vive mar adentro, en las profundidades de la zona abisal. Sin embargo, se han podido grabar ejemplares en la superficie en varias ocasiones. 
En marzo de 2021 sorprendió a unos buceadores una medusa melena de león en la ría de Vigo (Galicia, España), cuyo tamaño superaba el metro y medio, cuatro metros teniendo en cuenta los tentáculos.

## Alimentación
La medusa melena de león ártica, como la mayoría de las especies de medusas, es un depredador; caza y se alimenta de otros animales.

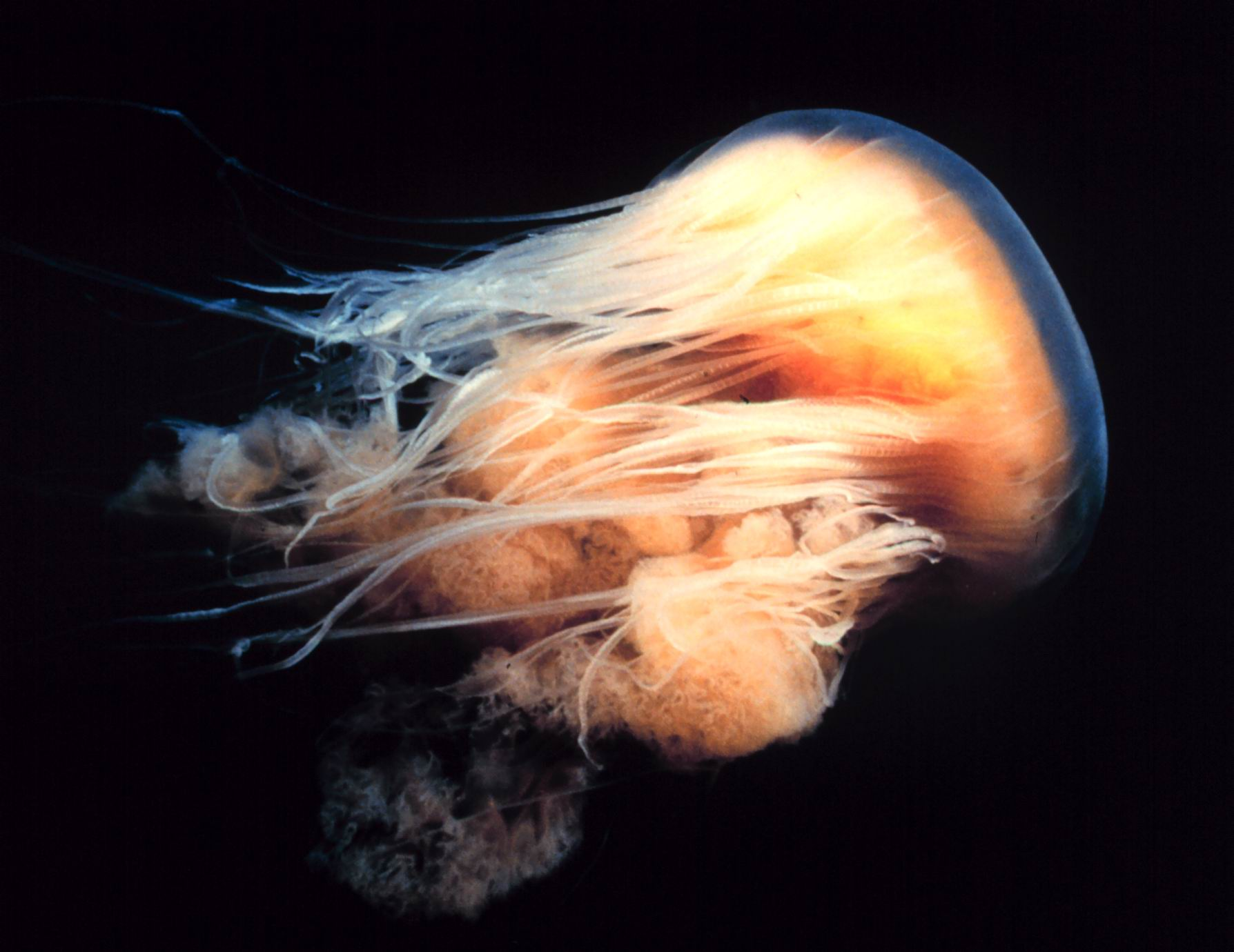
Medusa melena de león ártica

Por lo general, los despistados peces nadan entre los transparentes tentáculos (casi invisibles) de la medusa, en los que se encuentran millones de nematocistos (células urticantes rellenas de veneno y una especie de dardo). Cuando el pez entra en contacto con los tentáculos se le inyecta de manera automática un veneno que paraliza a la presa, facilitando así la ingestión de esta. Es posible verla también alimentarse de otras medusas.

## Ancestro
Los biólogos piensan que la extinta Mawsonites y Cyanea capillata tienen una relación ancestral porque los movimientos, metabolismo y la complexión son muy similares. Además, el parentesco fue mayor cuando recientemente constataron que el veneno de Mawsonites era muy potente y al igual que la medusa melena de león lo guardaba en una especie de cápsulas conectadas a los arpones.

## Relación con las personas
La mayor parte de las picaduras por contacto con esta especie causan dolor y enrojecimiento temporal de la piel en la parte afectada. En circunstancias normales, en individuos sanos la picadura no provoca consecuencias graves.
En julio de 2010, unas 150 personas sufrieron picaduras por los restos de una medusa melena de león ártica que se había despedazado en innumerables trozos en Rye, Nuevo Hampshire en los Estados Unidos. Teniendo en cuenta el número de personas afectadas, parece ser que todas las picaduras se debían a un único ejemplar.

## Especies afines en el hemisferio sur
En el hemisferio sur, más exactamente en el océano Glaciar Antártico se ha comprobado la existencia de medusas gigantes aún mayores que la del Ártico con diámetros en su umbrela  de por lo menos 1,5 metros, tales medusas gigantes antárticas aún no están clasificadas de un modo completo aunque parecen evidenciar parentescos filogenéticos muy próximos con la "melena de león".